# Juan José Paso

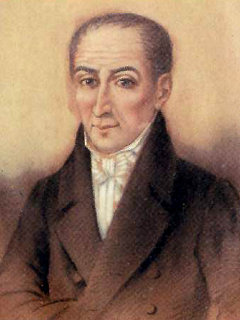
Juan José Paso

Juan José Paso (* 6. Oktober 1757 in Buenos Aires; † 10. September 1833 ebenda) war ein argentinischer Politiker.

## Leben
Er studierte an der Universität von Córdoba und erwarb 1779 einen Doktor in Theologie. In Buenos Aires wurde er Professor für Philosophie am Colegio Real de San Carlos. Im Jahr 1783 ging er nach Peru, wo er zwanzig Jahre blieb und auch Rechtswissenschaften studierte.
Als Jurist kehrte Paso nach Argentinien zurück. Dort schloss er sich nach der britischen Invasion von 1806 der sich entwickelnden Unabhängigkeitsbewegung an und setzte sich für diese als begabter Redner ein. Im Jahr 1810 war er als Schriftführer an der Bildung der ersten neunköpfigen Junta in Buenos Aires beteiligt. Auch versuchte er in Montevideo ohne großen Erfolg die Stadt für die Unabhängigkeitsbewegung zu gewinnen. Zwischen 1811 und 1814 war Paso Mitglied zweier kurzlebiger Triumviratsregierungen und in diplomatischen Missionen in Chile unterwegs, wo er als Verteidiger von Admiral Guillermo Brown auftrat. Auch wenn er nach dem Ende des Triumvirats offiziell keine führende Funktion mehr ausübte, war er eine zentrale Persönlichkeit für die Entwicklung Argentiniens. Er gehörte 1816 dem Kongress von Tucumán an und war an der Verfassungsgebung als Sekretär stark beteiligt. Als Monarchist wurde er kurzzeitig mit gleich gesinnten Abgeordneten verhaftet.
Paso wurde 1822 Mitglied des Kongresses der Provinz Buenos Aires und war später Präsident dieser Versammlung. Im Jahr 1824 wurde er in den nationalen Kongress gewählt und unterstützte die Wahl von Bernardino Rivadavia zum ersten Präsidenten der Republik. Wegen der gewaltsamen Konflikte zwischen den Provinzen und dem Streit zwischen den Befürwortern eines Zentralstaates und denen eines Bundesstaates zog er sich 1826 weitgehend aus der Politik zurück. 

## Weblink
- Grab und Kurzbiographie von Juan José Paso (englisch)

| Personendaten    | Personendaten            |
| ---------------- | ------------------------ |
| NAME             | Paso, Juan José          |
| KURZBESCHREIBUNG | argentinischer Politiker |
| GEBURTSDATUM     | 6. Oktober 1757          |
| GEBURTSORT       | Buenos Aires             |
| STERBEDATUM      | 10. September 1833       |
| STERBEORT        | Buenos Aires             |